# Барбадос на Светском првенству у атлетици на отвореном 2017.
Барбадос је учествовао на Светском првенству у атлетици на отвореном 2017. одржаном у Лондону од 4. до 13. августа, шеснаести пут, односно учествовао је на свим првенствима до данас. Репрезентацију Барбадоса представљало је 7 учесника (5 мушкарца и 2 жене) који су се такмичили у 6 дисциплина (4 мушке и 2 женске).,
На овом првенству Барбадос није освојио ниједну медаљу, али је остварен 1 најбољи резултат сезоне. У табели успешности према броју и пласману такмичара који су учествовали у финалним такмичењима (првих 8 такмичара) Барбадос је са 1 учесником у финалу делио 55. место са 3 бода.
| Плас. | Земља    | 1. место | 2. место | 3. место | 4. место | 5. место | 6. место | 7. место | 8. место | Бр. фин. | Бод. |
| ----- | -------- | -------- | -------- | -------- | -------- | -------- | -------- | -------- | -------- | -------- | ---- |
| =55.  | Барбадос | 0        | 0        | 0        | 0        | 0        | 1        | 0        | 0        | 1        | 3    |

## Учесници
| Мушкарци: - Марио Берк — 100 м, 4х100 м - Рамон Гитенс — 100 м, 4х100 м - Burkheart Ellis, Jr. — 200 м - Шејн Бретвајт — 110 м препоне, 4х100 м - Levi Cadogan — 4х100 м | Жене: - Сада Вилијамс — 200 м - Tia-Adana Belle — 400 м препоне |  |

## Резултати

### Мушкарци
| Атлетичар                                             | Дисциплина    | Лични рекорд | Предтакмичење | Предтакмичење | Квалификације | Квалификације | Полуфинале            | Полуфинале            | Финале                | Финале       | Детаљи                                       |
| Атлетичар                                             | Дисциплина    | Лични рекорд | Резултат      | Место         | Резултат      | Место         | Резултат              | Место                 | Резултат              | Место        | Детаљи                                       |
| ----------------------------------------------------- | ------------- | ------------ | ------------- | ------------- | ------------- | ------------- | --------------------- | --------------------- | --------------------- | ------------ | -------------------------------------------- |
| Рамон Гитенс                                          | 100 м         | 10,02 НР     | 10,25 КВ      | 1. у гр. 4    | 10,24         | 5. у гр. 1    | Нису се квалификовали | Нису се квалификовали | Нису се квалификовали | 24 / 58 (62) | Архивирано на веб-сајту (10. септембар 2018) |
| Марио Берк                                            | 100 м         | 10,17        | 10,23 КВ      | 4. у гр. 7    | 10,42         | 6. у гр. 3    | Нису се квалификовали | Нису се квалификовали | Нису се квалификовали | 39 / 58 (62) | Архивирано на веб-сајту (10. септембар 2018) |
| Burkheart Ellis, Jr.                                  | 200 м         | 20,38        |               |               | 20,99         | 7. у гр. 3    | Нису се квалификовали | Нису се квалификовали | Нису се квалификовали | 41 / 37 (42) |                                              |
| Шејн Бретвајт                                         | 110 м препоне | 13,21        | 13,39 КВ      | 2. у гр. 3    | 13,26 КВ, ЛРС | 1. у гр. 2    | 13,32                 | 6 / 39 (41)           |                       |              |                                              |
| Levi Cadogan, Рамон Гитенс, Шејн Бретвајт, Марио Берк | 4 х 100 м     | 38,55 НР     | 39,19         | 8. у гр. 1    |               |               | Нису се квалификовали | 14 / 14 (16)          |                       |              |                                              |

### Жене
| Атлетичарка     | Дисциплина    | Лични рекорд | Квалификације | Квалификације | Полуфинале            | Полуфинале            | Финале                | Финале       | Детаљи                                   |
| Атлетичарка     | Дисциплина    | Лични рекорд | Резултат      | Место         | Резултат              | Место                 | Резултат              | Место        | Детаљи                                   |
| --------------- | ------------- | ------------ | ------------- | ------------- | --------------------- | --------------------- | --------------------- | ------------ | ---------------------------------------- |
| Сада Вилијамс   | 200 м         | 22,61        | 23,55         | 5. у гр. 4    | Нису се квалификовале | Нису се квалификовале | Нису се квалификовале | 30 / 46 (49) |                                          |
| Tia-Adana Belle | 400 м препоне | 55,42        | 58,82         | 7. у гр. 4    | Нису се квалификовале | Нису се квалификовале | Нису се квалификовале | 37 / 39      | Архивирано на веб-сајту (19. април 2018) |